# Lista celor mai masive stele
Această listă conține cele mai masive stele. Masa stelelor se exprimă de obicei luând ca referință masa Soarelui, aproximativ 2×1030 kg.
Masa este cea mai importantă proprietate a unei stele. Ea determină luminozitatea, dimensiunea și evoluția acesteia.
| Nume        | Masă (Soarele = 1) |
| ----------- | ------------------ |
| Eta Carinae | 150                |
| Pistol      | 150                |
| LBV 1806-20 | 130                |
| VV Cephei   | 100                |
| S Doradus   | 100                |
| WR 20ab     | 80                 |

## Alte obiecte
- Găurile negre normale au o masă de 4-15 ori mai mare decât cea a Soarelui.
- Găurile negre de masă intermediară, de 100-10 000 ori masa Soarelui.
- Găurile negre supermasive, de milioane și miliarde de ori masa Soarelui.